# Mistrovství světa v ragby 2015
Mistrovství světa v ragby 2015 bylo 8. ročník mistrovství světa v ragby pořádaný Mezinárodní ragbyovou federací (IRB). Turnaj hostila Anglie v termínu od 18. září do 31. října 2015. Závěrečné finále se uskutečnilo na největším ragbyovém stadionu ve Velké Británie na Twickenham Stadium (jehož kapacita byla však menší než stadionu Wembley, na kterém se uskutečnily dva zápasy v základních skupinách C a D).
Anglie byla vybrána jako hostitel šampionátu v červenci roku 2009, když v konfrontaci o pořádání turnaje porazila konkurenty z Itálie, Japonska a Jižní Afriky.
Turnaje se účastnilo 20 týmů. Z 20 zemí, které se účastnily předchozího mistrovství světa, se na turnaj nedostalo pouze Rusko, které v turnaji nahradila Uruguay. Po porážkách od Walesu a Austrálie v průběhu základní skupiny A , se Anglie stala první hostitelskou zemí a prvním bývalým vítězem MS, který se nedostal do vyřazovací fáze turnaje (Wales se nedokázal kvalifikovat jako společný hostitel šampionátu v roce 1991). Poprvé se na mistrovství světa v ragby nedostal ve vyřazovací fázi přes čtvrtfinále alespoň jeden tým ze severní polokoule.
Obhájcem trofeje Webba Ellise bylo mužstvo novozélandských All Blacks, které opět získalo titul po finálové výhře nad Austrálií poměrem 34–17. 3. místo získala Jihoafrická republika, která porazila Argentinu 24:13. Nejvíce bodů (97) si připsal Argentinec Nicolás Sánchez a nejvíce pětek (8) položil Novozélanďan Julian Savea.

## Kvalifikace
Z MS 2011 se automaticky kvalifikovaly země, co skončili nejhůře na třetím místě v základní skupině. Z regionálních kvalifikací se kvalifikovala Namibie, USA, Kanada, Japonsko, Gruzie, Rumunsko a Fidži. Z mezikontinentálních zápasů se do utkání o poslední postupové místo probojovalo Rusko vítězstvím 23:15 nad Zimbabwe a Uruguay výhrou 28:3 nad Hong Kongem. Na MS se kvalifikovala po dvojzápase Uruguay se skórem 57:49.

### Seznam kvalifikovaných týmů
Závěrečného turnaje se účastnilo celkem 20 národních týmů. Jejich seznam je uveden níže, spolu s příslušným žebříčkem mužstva v žebříčku IRB. Seznam týmů byl shodný se složením mužstev z turnaje v roce 2003.

Týmy kvalifikované na Mistrovství světa
Týmy, které neuspěly v kvalifikaci
Týmy, které nejsou členy Mezinárodní ragbyové federace (IRB)

| ARFU (1) - Japonsko (13) CAR (2) - Jihoafrická republika (3) - Namibie (20) NACRA / CONSUR (4) - Argentina (8) - Kanada (18) - USA (15) - Uruguay (19) | FIRA–AER (8) - Anglie (4) - Francie (7) - Gruzie (16) - Irsko (6) - Itálie (14) - Rumunsko (17) - Skotsko (10) - Wales (5) | FORU (5) - Austrálie (2) - Fidži (9) - Nový Zéland (1) - Samoa (12) - Tonga (11) |  |

## Stadiony
| Londýn                          | Londýn | Cardiff (Wales) | Manchester | Londýn                         |
| ------------------------------- | --- | --- | --- | ------------------------------ |
| Twickenham                      | Stadion Wembley | Millennium Stadium | Etihad Stadium | Olympijský stadion             |
| 51°27′22″ s. š., 0°20′30″ z. d. | 51°33′21″ s. š., 0°16′47″ z. d. | 51°28′40″ s. š., 3°11′0″ z. d. | 53°28′59″ s. š., 2°12′1″ z. d. | 51°32′19″ s. š., 0°0′59″ z. d. |
| Kapacita: 81 605                | Kapacita: 90 000 | Kapacita: 74 154 | Kapacita: 55 097 (est.) | Capacity: 54 000               |
|                                 | | | |                                |
| Newcastle                       | Wembley Olympijský stadion Twickenham Villa Park Brighton · Community · Stadium Etihad Stadium Sandy Park Millennium Stadium Kingsholm Stadium Elland Road Leicester City Stadium Stadium mk St James' Park Umístění 13 stadionů, které hostí utkání světového šampionátu v ragby. Mezinárodní ragbyová federace toto složení oznámila 2. května 2013 | Wembley Olympijský stadion Twickenham Villa Park Brighton · Community · Stadium Etihad Stadium Sandy Park Millennium Stadium Kingsholm Stadium Elland Road Leicester City Stadium Stadium mk St James' Park Umístění 13 stadionů, které hostí utkání světového šampionátu v ragby. Mezinárodní ragbyová federace toto složení oznámila 2. května 2013 | Wembley Olympijský stadion Twickenham Villa Park Brighton · Community · Stadium Etihad Stadium Sandy Park Millennium Stadium Kingsholm Stadium Elland Road Leicester City Stadium Stadium mk St James' Park Umístění 13 stadionů, které hostí utkání světového šampionátu v ragby. Mezinárodní ragbyová federace toto složení oznámila 2. května 2013 | Birmingham                     |
| St. James' Park                 | Wembley Olympijský stadion Twickenham Villa Park Brighton · Community · Stadium Etihad Stadium Sandy Park Millennium Stadium Kingsholm Stadium Elland Road Leicester City Stadium Stadium mk St James' Park Umístění 13 stadionů, které hostí utkání světového šampionátu v ragby. Mezinárodní ragbyová federace toto složení oznámila 2. května 2013 | Wembley Olympijský stadion Twickenham Villa Park Brighton · Community · Stadium Etihad Stadium Sandy Park Millennium Stadium Kingsholm Stadium Elland Road Leicester City Stadium Stadium mk St James' Park Umístění 13 stadionů, které hostí utkání světového šampionátu v ragby. Mezinárodní ragbyová federace toto složení oznámila 2. května 2013 | Wembley Olympijský stadion Twickenham Villa Park Brighton · Community · Stadium Etihad Stadium Sandy Park Millennium Stadium Kingsholm Stadium Elland Road Leicester City Stadium Stadium mk St James' Park Umístění 13 stadionů, které hostí utkání světového šampionátu v ragby. Mezinárodní ragbyová federace toto složení oznámila 2. května 2013 | Villa Park                     |
| Kapacita: 52 409                | Wembley Olympijský stadion Twickenham Villa Park Brighton · Community · Stadium Etihad Stadium Sandy Park Millennium Stadium Kingsholm Stadium Elland Road Leicester City Stadium Stadium mk St James' Park Umístění 13 stadionů, které hostí utkání světového šampionátu v ragby. Mezinárodní ragbyová federace toto složení oznámila 2. května 2013 | Wembley Olympijský stadion Twickenham Villa Park Brighton · Community · Stadium Etihad Stadium Sandy Park Millennium Stadium Kingsholm Stadium Elland Road Leicester City Stadium Stadium mk St James' Park Umístění 13 stadionů, které hostí utkání světového šampionátu v ragby. Mezinárodní ragbyová federace toto složení oznámila 2. května 2013 | Wembley Olympijský stadion Twickenham Villa Park Brighton · Community · Stadium Etihad Stadium Sandy Park Millennium Stadium Kingsholm Stadium Elland Road Leicester City Stadium Stadium mk St James' Park Umístění 13 stadionů, které hostí utkání světového šampionátu v ragby. Mezinárodní ragbyová federace toto složení oznámila 2. května 2013 | Kapacita: 42 785               |
| 54°58′32″ s. š., 1°37′18″ z. d. | Wembley Olympijský stadion Twickenham Villa Park Brighton · Community · Stadium Etihad Stadium Sandy Park Millennium Stadium Kingsholm Stadium Elland Road Leicester City Stadium Stadium mk St James' Park Umístění 13 stadionů, které hostí utkání světového šampionátu v ragby. Mezinárodní ragbyová federace toto složení oznámila 2. května 2013 | Wembley Olympijský stadion Twickenham Villa Park Brighton · Community · Stadium Etihad Stadium Sandy Park Millennium Stadium Kingsholm Stadium Elland Road Leicester City Stadium Stadium mk St James' Park Umístění 13 stadionů, které hostí utkání světového šampionátu v ragby. Mezinárodní ragbyová federace toto složení oznámila 2. května 2013 | Wembley Olympijský stadion Twickenham Villa Park Brighton · Community · Stadium Etihad Stadium Sandy Park Millennium Stadium Kingsholm Stadium Elland Road Leicester City Stadium Stadium mk St James' Park Umístění 13 stadionů, které hostí utkání světového šampionátu v ragby. Mezinárodní ragbyová federace toto složení oznámila 2. května 2013 | 52°30′33″ s. š., 1°53′5″ z. d. |
|                                 | Wembley Olympijský stadion Twickenham Villa Park Brighton · Community · Stadium Etihad Stadium Sandy Park Millennium Stadium Kingsholm Stadium Elland Road Leicester City Stadium Stadium mk St James' Park Umístění 13 stadionů, které hostí utkání světového šampionátu v ragby. Mezinárodní ragbyová federace toto složení oznámila 2. května 2013 | Wembley Olympijský stadion Twickenham Villa Park Brighton · Community · Stadium Etihad Stadium Sandy Park Millennium Stadium Kingsholm Stadium Elland Road Leicester City Stadium Stadium mk St James' Park Umístění 13 stadionů, které hostí utkání světového šampionátu v ragby. Mezinárodní ragbyová federace toto složení oznámila 2. května 2013 | Wembley Olympijský stadion Twickenham Villa Park Brighton · Community · Stadium Etihad Stadium Sandy Park Millennium Stadium Kingsholm Stadium Elland Road Leicester City Stadium Stadium mk St James' Park Umístění 13 stadionů, které hostí utkání světového šampionátu v ragby. Mezinárodní ragbyová federace toto složení oznámila 2. května 2013 |                                |
| Leeds                           | Wembley Olympijský stadion Twickenham Villa Park Brighton · Community · Stadium Etihad Stadium Sandy Park Millennium Stadium Kingsholm Stadium Elland Road Leicester City Stadium Stadium mk St James' Park Umístění 13 stadionů, které hostí utkání světového šampionátu v ragby. Mezinárodní ragbyová federace toto složení oznámila 2. května 2013 | Wembley Olympijský stadion Twickenham Villa Park Brighton · Community · Stadium Etihad Stadium Sandy Park Millennium Stadium Kingsholm Stadium Elland Road Leicester City Stadium Stadium mk St James' Park Umístění 13 stadionů, které hostí utkání světového šampionátu v ragby. Mezinárodní ragbyová federace toto složení oznámila 2. května 2013 | Wembley Olympijský stadion Twickenham Villa Park Brighton · Community · Stadium Etihad Stadium Sandy Park Millennium Stadium Kingsholm Stadium Elland Road Leicester City Stadium Stadium mk St James' Park Umístění 13 stadionů, které hostí utkání světového šampionátu v ragby. Mezinárodní ragbyová federace toto složení oznámila 2. května 2013 | Leicester                      |
| Elland Road                     | Wembley Olympijský stadion Twickenham Villa Park Brighton · Community · Stadium Etihad Stadium Sandy Park Millennium Stadium Kingsholm Stadium Elland Road Leicester City Stadium Stadium mk St James' Park Umístění 13 stadionů, které hostí utkání světového šampionátu v ragby. Mezinárodní ragbyová federace toto složení oznámila 2. května 2013 | Wembley Olympijský stadion Twickenham Villa Park Brighton · Community · Stadium Etihad Stadium Sandy Park Millennium Stadium Kingsholm Stadium Elland Road Leicester City Stadium Stadium mk St James' Park Umístění 13 stadionů, které hostí utkání světového šampionátu v ragby. Mezinárodní ragbyová federace toto složení oznámila 2. května 2013 | Wembley Olympijský stadion Twickenham Villa Park Brighton · Community · Stadium Etihad Stadium Sandy Park Millennium Stadium Kingsholm Stadium Elland Road Leicester City Stadium Stadium mk St James' Park Umístění 13 stadionů, které hostí utkání světového šampionátu v ragby. Mezinárodní ragbyová federace toto složení oznámila 2. května 2013 | Leicester City Stadium         |
| 53°46′40″ s. š., 1°34′20″ z. d. | Wembley Olympijský stadion Twickenham Villa Park Brighton · Community · Stadium Etihad Stadium Sandy Park Millennium Stadium Kingsholm Stadium Elland Road Leicester City Stadium Stadium mk St James' Park Umístění 13 stadionů, které hostí utkání světového šampionátu v ragby. Mezinárodní ragbyová federace toto složení oznámila 2. května 2013 | Wembley Olympijský stadion Twickenham Villa Park Brighton · Community · Stadium Etihad Stadium Sandy Park Millennium Stadium Kingsholm Stadium Elland Road Leicester City Stadium Stadium mk St James' Park Umístění 13 stadionů, které hostí utkání světového šampionátu v ragby. Mezinárodní ragbyová federace toto složení oznámila 2. května 2013 | Wembley Olympijský stadion Twickenham Villa Park Brighton · Community · Stadium Etihad Stadium Sandy Park Millennium Stadium Kingsholm Stadium Elland Road Leicester City Stadium Stadium mk St James' Park Umístění 13 stadionů, které hostí utkání světového šampionátu v ragby. Mezinárodní ragbyová federace toto složení oznámila 2. května 2013 | 52°37′13″ s. š., 1°8′32″ z. d. |
| Kapacita: 37 914                | Wembley Olympijský stadion Twickenham Villa Park Brighton · Community · Stadium Etihad Stadium Sandy Park Millennium Stadium Kingsholm Stadium Elland Road Leicester City Stadium Stadium mk St James' Park Umístění 13 stadionů, které hostí utkání světového šampionátu v ragby. Mezinárodní ragbyová federace toto složení oznámila 2. května 2013 | Wembley Olympijský stadion Twickenham Villa Park Brighton · Community · Stadium Etihad Stadium Sandy Park Millennium Stadium Kingsholm Stadium Elland Road Leicester City Stadium Stadium mk St James' Park Umístění 13 stadionů, které hostí utkání světového šampionátu v ragby. Mezinárodní ragbyová federace toto složení oznámila 2. května 2013 | Wembley Olympijský stadion Twickenham Villa Park Brighton · Community · Stadium Etihad Stadium Sandy Park Millennium Stadium Kingsholm Stadium Elland Road Leicester City Stadium Stadium mk St James' Park Umístění 13 stadionů, které hostí utkání světového šampionátu v ragby. Mezinárodní ragbyová federace toto složení oznámila 2. května 2013 | Kapacita: 32 312               |
|                                 | Wembley Olympijský stadion Twickenham Villa Park Brighton · Community · Stadium Etihad Stadium Sandy Park Millennium Stadium Kingsholm Stadium Elland Road Leicester City Stadium Stadium mk St James' Park Umístění 13 stadionů, které hostí utkání světového šampionátu v ragby. Mezinárodní ragbyová federace toto složení oznámila 2. května 2013 | Wembley Olympijský stadion Twickenham Villa Park Brighton · Community · Stadium Etihad Stadium Sandy Park Millennium Stadium Kingsholm Stadium Elland Road Leicester City Stadium Stadium mk St James' Park Umístění 13 stadionů, které hostí utkání světového šampionátu v ragby. Mezinárodní ragbyová federace toto složení oznámila 2. května 2013 | Wembley Olympijský stadion Twickenham Villa Park Brighton · Community · Stadium Etihad Stadium Sandy Park Millennium Stadium Kingsholm Stadium Elland Road Leicester City Stadium Stadium mk St James' Park Umístění 13 stadionů, které hostí utkání světového šampionátu v ragby. Mezinárodní ragbyová federace toto složení oznámila 2. května 2013 |                                |
| Gloucester                      | Exeter | Milton Keynes | Brighton |                                |
| Kingsholm Stadium               | Sandy Park | Stadium mk | Brighton Community Stadium |                                |
| 51°52′18″ s. š., 2°14′34″ z. d. | 50°42′33,51″ s. š., 3°28′3,26″ z. d. | 52°0′34″ s. š., 0°44′0″ z. d. | 50°51′42″ s. š., 0°4′59,8″ z. d. |                                |
| Kapacita: 16 500                | Kapacita: 12 300 | Kapacita: 30 717 | Kapacita: 30 750 |                                |
|                                 | | | |                                |

Zdroj: The Telegraph

### Týmové základny
Celkem 41 míst, která působila jako týmové základny pro mužstva na turnaji, byly oznámeny 26. srpna 2014. Všechny základny týmů byly předmětem přísného výběrového řízení, které zahrnovalo rozsáhlý a podrobný program kontrol na místě, stejně jako spolupráci ve výběru se soutěžícími týmy turnaje. Týmová základna se skládala z venkovního a vnitřního tréninkového zařízení, bazénu, posilovny a hotelu.
| Tým                   | Místo (místa) |
| --------------------- | --- |
| Argentina             | St George's Park Haileybury School Cheltenham RFC (Cheltenham RFC, Leisure@, Gym 66) |
| Austrálie             | Dulwich College University of Bath |
| Kanada                | Leicester Grammar School Cardiff Metropolitan University Swansea University (Swansea University, Wales National Pool) West Park Leeds RUFC (West Park Leeds RUFC, John Charles Centre for Sport) |
| Anglie                | Pennyhill Park Hotel Salford (AJ Bell Stadium, Irlam & Cadishead Leisure Centre) |
| Fidži                 | Swansea University (Swansea University, Wales National Pool) London Irish RFC (London Irish RFC, Elmbridge Xcel Leisure Complex) Milton Keynes & MK Dons (Woughton on the Green, Bletchley Leisure Centre) |
| Francie               | The Vale Resort Trinity School, Croydon |
| Gruzie                | Woodbury Park & Bicton College (Woodbury Park Hotel & Golf Club, Bicton College) Bristol & SGS Wise (South Gloucestershire & Stroud College, Bradley Stoke Leisure Centre) Celtic Manor Resort & Newport (Newport High School/Active Living Centre, The Celtic Academy)                                                                                      |
| Irsko                 | St George's Park Surrey Sports Park Sport Wales National Centre Celtic Manor Resort & Newport (Newport High School/Active Living Centre, The Celtic Academy) |
| Itálie                | Surrey Sports Park Cobham RFC (Cobham RFC, ACS Cobham) |
| Japonsko              | Warwick School Brighton College |
| Namibie               | Loughborough University Cobham RFC (Cobham RFC, ACS Cobham) Plymouth (St Mark & St John Uni., Plymouth RFC, Plymouth Life Centre & Royal Navy RU) |
| Nový Zéland           | Sport Wales National Centre The Lensbury & St Mary's University Darlington Mowden Park RFC (Darlington Mowden Park RFC, Middlesbrough FC) |
| Rumunsko              | Dulwich College Woodbury Park & Bicton College (Woodbury Park Hotel & Golf Club, Bicton College) Sutton Coldfield RFC (Sutton Coldfield RFC, Birmingham Met. College, Wyndley Leisure Centre, CrossFitB76) |
| Samoa                 | Milton Keynes & MK Dons (Woughton on the Green, Bletchley Leisure Centre) University of Brighton (University of Brighton, Prince Regent Swimming Complex) Gateshead (Gateshead International Stadium, Gateshead Leisure Centre, Gateshead College) Sutton Coldfield RFC (Sutton Coldfield RFC, Birmingham Met. College, Wyndley Leisure Centre, CrossFitB76) |
| Skotsko               | Hartpury College Newcastle Royal Grammar School Leeds Metropolitan University & University of Leeds |
| Jihoafrická republika | University of Birmingham The Lensbury & St Mary's University Eastbourne College & University of Brighton Gateshead (Gateshead International Stadium, Gateshead Leisure Centre, Gateshead College) |
| Tonga                 | University of Exeter Loughborough University University of Northumbria Cheltenham RFC (Cheltenham RFC, Leisure@, Gym 66) |
| USA                   | Hartpury College Haileybury School Royal Navy Rugby Union Leeds Trinity University (Leeds Trinity University, Kirkstall Leisure Centre) |
| Wales                 | The Vale Resort London Irish RFC (London Irish RFC, Elmbridge Xcel Leisure Complex) |
| Uruguay               | Moulton College Loughborough University Manchester (Broughton Park RUFC, The Hough End Centre, Manchester Aquatics Centre) Celtic Manor Resort & Newport (Newport High School/Active Living Centre, The Celtic Academy) |
| Vyřazovací fáze       | The Vale Resort London Irish RFC Surrey Sports Park Swansea University Pennyhill Park Hotel Sport Wales National Centre Celtic Manor Resort & Newport The Lensbury & St Mary's University |

## Rozhodčí
Dne 7. dubna 2015 jmenovala na šampionát Mezinárodní ragbyová federace (World Rugby) dvanáct hlavních rozhodčích, sedm asistentů rozhodčích a čtyři videorozhodčí. Největší zastoupení hlavních rozhodčích na šampionátu měla Francie, kterou reprezentovala trojice rozhodčích. Výběr rozhodčích na šampionát byl proveden po obsáhlém přezkoumání jednotlivých sudích ze strany World Rugby.
| Hlavní rozhodčí - Wayne Barnes (Anglie) - George Clancy (Irsko) - JP Doyle (Anglie) - Jérôme Garcès (Francie) - Pascal Gaüzère (Francie) - Glen Jackson (Nový Zéland) - Craig Joubert (Jihoafrická republika) - John Lacey (Irsko) - Nigel Owens (Wales) - Jaco Peyper (Jihoafrická republika) - Romain Poite (Francie) - Chris Pollock (Nový Zéland) | Asistenti rozhodčího - Federico Anselmi (Argentina) - Stuart Berry (Jihoafrická republika) - Mike Fraser (Nový Zéland) - Angus Gardner (Austrálie) - Leighton Hodges (Wales) - Marius Mitrea (Itálie) - Mathieu Raynal (Francie) Videorozhodčí - George Ayoub (Austrálie) - Graham Hughes (Anglie) - Ben Skeen (Nový Zéland) - Shaun Veldsman (Jihoafrická republika) |

## Legenda
Toto je seznam vysvětlivek použitých v souhrnech odehraných zápasů.
| - Písmeno n značí – neproměněný kop po pětce (tzv. nekonverzi) - Písmeno k značí – proměněný kop po pětce (tzv. konverzi) - Například v sekci kopů po pětce (1/2) značí – úspěšné trestné kopy (1)/celkový počet trestných kopů (2) - Například v sekci dropů (2/3) značí – proměněné drop góly (2)/celkový počet pokusů o drop gól (3) - Například čas 50' značí v jaké minutě došlo k bodové situaci |

## Základní skupiny
| Legenda k barvám | Legenda k barvám                                                                                                   |
| ---------------- | --- |
|                  | Týmy, které postoupily do čtvrtfinále, čímž se automaticky kvalifikovaly na Mistrovství světa v ragby 2019         |
|                  | Tým skončil na třetím místě ve skupině, které znamenalo automatickou kvalifikaci na mistrovství světa v ragby 2019 |
|                  | Tým nepostoupil do čtvrtfinále, ani se automaticky nekvalifikoval na mistrovství světa v ragby 2019                |

### Skupina A

#### Tabulka
| Tým       | Z | V | R | P | P5 | ZB  | OB  | +/−  | BB | B  |
| --------- | - | - | - | - | -- | --- | --- | ---- | -- | -- |
| Austrálie | 4 | 4 | 0 | 0 | 17 | 141 | 35  | +106 | 1  | 17 |
| Wales     | 4 | 3 | 0 | 1 | 11 | 111 | 62  | +49  | 1  | 13 |
| Anglie    | 4 | 2 | 0 | 2 | 16 | 133 | 75  | +58  | 3  | 11 |
| Fidži     | 4 | 1 | 0 | 3 | 10 | 84  | 101 | –17  | 1  | 5  |
| Uruguay   | 4 | 0 | 0 | 4 | 2  | 30  | 226 | −196 | 0  | 0  |

#### Zápasy
Všechny časy zápasů jsou uvedeny ve středoevropském letním čase (UTC +2).
| 18. září 2015 21:00 | Anglie | 35–11  | Fidži                                                                 | Twickenham Stadium, Londýn Diváci: 80 015 Rozhodčí: Jaco Peyper (Jihoafrická republika) |
| 18. září 2015 21:00 | Pětky: Trestná pětka 13' k Brown (2) 22' n, 72' k B. Vunipola 80' k Kopy po pětce: Ford (1/2) 13' Farrell (2/2) 73', 80' Trestné kopy: Ford (2/3) 3', 34' Farrell (1/1) 68' | Report | Pětky: Nadolo 30' n Trestné kopy: Nadolo (1/3) 37' Volavola (1/2) 64' | Twickenham Stadium, Londýn Diváci: 80 015 Rozhodčí: Jaco Peyper (Jihoafrická republika) |

| 20. září 2015 15:30 | Wales | 54–9   | Uruguay                                  | Millennium Stadium, Cardiff Diváci: 71 887 Rozhodčí: Romain Poite (Francie) |
| 20. září 2015 15:30 | Pětky: Lee 15' k Allen (3) 19' k, 30' k, 40' k Amos 50' k Davies (2) 60' n, 80' k Tipuric 71' k Kopy po pětce: Priestland (7/8) 16', 19', 30', 40', 51', 72', 80' | Report | Trestné kopy: Berchesi (3/4) 2', 9', 24' | Millennium Stadium, Cardiff Diváci: 71 887 Rozhodčí: Romain Poite (Francie) |

| 23. září 2015 17:45 | Austrálie | 28–13  | Fidži                                                                                     | Millennium Stadium, Cardiff Diváci: 67 253 Rozhodčí: Glen Jackson (Nový Zéland) |
| 23. září 2015 17:45 | Pětky: Pocock (2) 26' k, 31' n Kepu 43' k Kopy po pětce: Foley (2/3) 28', 44' Trestné kopy: Foley (3/3) 10', 38', 70' | Report | Pětky: Volavola 60' k Kopy po pětce: Nadolo (1/1) 61' Trestné kopy: Nadolo (2/2) 21', 47' | Millennium Stadium, Cardiff Diváci: 67 253 Rozhodčí: Glen Jackson (Nový Zéland) |

| 26. září 2015 21:00 | Anglie | 25–28  | Wales | Twickenham Stadium, Londýn Diváci: 81 129 Rozhodčí: Jérôme Garcès (Francie) |
| 26. září 2015 21:00 | Pětky: May 27' k Kopy po pětce: Farrell (1/1) 29' Trestné kopy: Farrell (5/5) 12', 24', 44', 52', 69' Drop góly: Farrell 18' | Report | Pětky: Davies 71' k Kopy po pětce: Biggar (1/1) 72' Trestné kopy: Biggar (7/7) 3', 16', 40', 48', 54', 59', 75' | Twickenham Stadium, Londýn Diváci: 81 129 Rozhodčí: Jérôme Garcès (Francie) |

| 27. září 2015 13:00 | Austrálie | 65–3   | Uruguay                          | Villa Park, Birmingham Diváci: 39 605 Rozhodčí: Pascal Gaüzère (Francie) |
| 27. září 2015 13:00 | Pětky: McMahon (2) 7' n, 69' n Tomane 9' k Mumm 26' n Speight 31' k McCalman (2) 36' k, 61' k Mitchell (2) 47' n, 52' n Toomua 71' n Kuridrani 80' k Kopy po pětce: Cooper (5/11) 10', 32', 36', 62', 80' | Report | Trestné kopy: Berchesi (1/1) 24' | Villa Park, Birmingham Diváci: 39 605 Rozhodčí: Pascal Gaüzère (Francie) |

| 1. října 2015 17:45 | Wales | 23–13  | Fidži                                                                                       | Millennium Stadium, Cardiff Diváci: 71 576 Rozhodčí: John Lacey (Irsko) |
| 1. října 2015 17:45 | Pětky: Davies 7' k Baldwin 32' k Kopy po pětce: Biggar (2/2) 8', 34' Trestné kopy: Biggar (3/3) 21', 55', 69' | Report | Pětky: Goneva 49' k Kopy po pětce: Volavola (1/1) 50' Trestné kopy: Volavola (2/4) 14', 38' | Millennium Stadium, Cardiff Diváci: 71 576 Rozhodčí: John Lacey (Irsko) |

| 3. října 2015 21:00 | Anglie                                                                                    | 13–33  | Austrálie | Twickenham Stadium, Londýn Diváci: 81 010 Rozhodčí: Romain Poite (Francie) |
| 3. října 2015 21:00 | Pětky: Watson 56' k Kopy po pětce: Farrell (1/1) 57' Trestné kopy: Farrell (2/2) 13', 65' | Report | Pětky: Foley (2) 20' k, 35' k Giteau 80' k Kopy po pětce: Foley (3/3) 22', 36', 80' Trestné kopy: Foley (4/4) 8', 50', 72', 76' | Twickenham Stadium, Londýn Diváci: 81 010 Rozhodčí: Romain Poite (Francie) |

| 6. října 2015 21:00 | Fidži | 47–15  | Uruguay | Stadium mk, Milton Keynes Diváci: 30 048 Rozhodčí: JP Doyle (Anglie) |
| 6. října 2015 21:00 | Pětky: Trestné pětky (2) 3' k, 27' k Kenatale 8' n Nakarawa 38' k Cavubati 64' k Murimurivalu 66' k Nadolo 79' k Kopy po pětce: Nadolo (6/7) 3', 28', 39', 65', 66', 80 | Report | Pětky: Arboleya 17' k Ormaechea 58' n Kopy po pětce: Ormaechea (1/2) 18' Trestné kopy: Durán (1/1) 15' Ormaechea (0/1) | Stadium mk, Milton Keynes Diváci: 30 048 Rozhodčí: JP Doyle (Anglie) |

| 10. října 2015 17:45 | Austrálie                                                      | 15–6   | Wales                              | Twickenham Stadium, Londýn Diváci: 80 863 Rozhodčí: Craig Joubert (Jihoafrická republika) |
| 10. října 2015 17:45 | Trestné kopy: Foley (5/6) 25', 31', 37', 51', 73' Giteau (0/1) | Report | Trestné kopy: Biggar (2/3) 5', 34' | Twickenham Stadium, Londýn Diváci: 80 863 Rozhodčí: Craig Joubert (Jihoafrická republika) |

| 10. října 2015 21:00 | Anglie | 60–3   | Uruguay                         | Etihad Stadium, Manchester Diváci: 50 778 Rozhodčí: Chris Pollock (Nový Zéland) |
| 10. října 2015 21:00 | Pětky: Watson (2) 7' k, 42' n Easter (3) 18' k, 23' k, 60' n Slade 54' n Nowell (3) 57' k, 70' n, 74' n Trestná pětka 80' k Kopy po pětce: Farrell (4/6) 8', 19', 25', 58' Ford (1/4) 80' | Report | Trestné kopy: Berchesi (1/1) 2' | Etihad Stadium, Manchester Diváci: 50 778 Rozhodčí: Chris Pollock (Nový Zéland) |

### Skupina B

#### Tabulka
| Tým                   | Z | V | R | P | P5 | ZB  | OB  | +/−  | BB | B  |
| --------------------- | - | - | - | - | -- | --- | --- | ---- | -- | -- |
| Jihoafrická republika | 4 | 3 | 0 | 1 | 23 | 176 | 56  | +120 | 4  | 16 |
| Skotsko               | 4 | 3 | 0 | 1 | 14 | 136 | 93  | +43  | 2  | 14 |
| Japonsko              | 4 | 3 | 0 | 1 | 9  | 98  | 100 | –2   | 0  | 12 |
| Samoa                 | 4 | 1 | 0 | 3 | 7  | 69  | 124 | –55  | 2  | 6  |
| USA                   | 4 | 0 | 0 | 4 | 5  | 50  | 156 | −106 | 0  | 0  |

#### Zápasy
Všechny časy zápasů jsou uvedeny ve středoevropském letním čase (UTC +2).
| 19. září 2015 17:45 | Jihoafrická republika | 32–34  | Japonsko | Brighton Community Stadium, Brighton Diváci: 29 290 Rozhodčí: Jérôme Garcès (Francie) |
| 19. září 2015 17:45 | Pětky: Louw 18' k B. Du Plessis 33' n De Jager 44' k Strauss 62' k Kopy po pětce: Lambie (2/3) 19', 45' Pollard (1/1) 63' Trestné kopy: Lambie (1/1) 57' Pollard (1/1) 73' | Report | Pětky: Leitch 30' k Goromaru 69' k Hesketh 80' n Kopy po pětce: Goromaru (2/3) 31', 70' Trestné kopy: Goromaru (5/6) 8', 43', 49', 53', 60' | Brighton Community Stadium, Brighton Diváci: 29 290 Rozhodčí: Jérôme Garcès (Francie) |

| 20. září 2015 13:00 | Samoa | 25–16  | USA                                                                                                  | Brighton Community Stadium, Brighton Diváci: 29 178 Rozhodčí: George Clancy (Irsko) |
| 20. září 2015 13:00 | Pětky: Nanai-Williams 20' n Treviranus 46' n Kopy po pětce: T. Pisi (0/2) Trestné kopy: T. Pisi (4/5) 8', 28', 39', 51' Stanley (1/1) 70' | Report | Pětky: Wyles 34' n Baumann 74' n Kopy po pětce: MacGinty (0/2) Trestné kopy: MacGinty (2/2) 31', 53' | Brighton Community Stadium, Brighton Diváci: 29 178 Rozhodčí: George Clancy (Irsko) |

| 23. září 2015 15:30 | Skotsko | 45–10  | Japonsko                                                                             | Kingsholm, Gloucester Diváci: 14 354 Rozhodčí: John Lacey (Irsko) |
| 23. září 2015 15:30 | Pětky: Hardie 48' n Bennett (2) 56' k, 69 k Seymour 64' k Russell 74' k Kopy po pětce: Laidlaw (4/5) 57', 65', 70', 75' Trestné kopy: Laidlaw (4/5) 3', 12', 18', 20' | Report | Pětky: Mafi 15' k Kopy po pětce: Goromaru (1/1) 16' Trestné kopy: Goromaru (1/3) 46' | Kingsholm, Gloucester Diváci: 14 354 Rozhodčí: John Lacey (Irsko) |

| 26. září 2015 17:45 | Jihoafrická republika | 46–6   | Samoa                               | Villa Park, Birmingham Diváci: 39 526 Rozhodčí: Wayne Barnes (Anglie) |
| 26. září 2015 17:45 | Pětky: Pietersen (3) 15' n, 47' k, 78' n Burger 58' n Brits 71' n Habana 80' k Kopy po pětce: Pollard (1/4) 48' Lambie (1/2) 80' Trestné kopy: Pollard (4/4) 2', 19', 24', 39' | Report | Trestné kopy: Stanley (2/5) 9', 12' | Villa Park, Birmingham Diváci: 39 526 Rozhodčí: Wayne Barnes (Anglie) |

| 27. září 2015 15:30 | Skotsko | 39–16  | USA                                                                                                 | Elland Road, Leeds Diváci: 33 521 Rozhodčí: Chris Pollock (Nový Zéland) |
| 27. září 2015 15:30 | Pětky: Visser 42' n Maitland 47' k Nel 54' k Scott 65' k Weir 79' k Kopy po pětce: Russell (1/2) 48' Laidlaw (3/3) 55', 66', 80' Trestné kopy: Hogg (1/2) 7' Russell (1/2) 16' | Report | Pětky: Lamositele 21' k Kopy po pětce: MacGinty (1/1) 22' Trestné kopy: MacGinty (3/3) 3', 40', 51' | Elland Road, Leeds Diváci: 33 521 Rozhodčí: Chris Pollock (Nový Zéland) |

| 3. října 2015 15:30 | Samoa                                           | 5–26   | Japonsko | Stadium mk, Milton Keynes Diváci: 29 019 Rozhodčí: Craig Joubert (Jihoafrická republika) |
| 3. října 2015 15:30 | Pětky: Perez 64' n Kopy po pětce: T. Pisi (0/1) | Report | Pětky: Trestná pětka 24' k Jamada 40' k Kopy po pětce: Goromaru (2/2) 24', 40' Trestné kopy: Goromaru (4/6) 8', 34', 48', 59' | Stadium mk, Milton Keynes Diváci: 29 019 Rozhodčí: Craig Joubert (Jihoafrická republika) |

| 3. října 2015 17:45 | Jihoafrická republika | 34–16  | Skotsko                                                                                                   | St. James' Park, Newcastle Diváci: 50 900 Rozhodčí: Nigel Owens (Wales) |
| 3. října 2015 17:45 | Pětky: Burger 13' k Pietersen 38' k Habana 73' n Kopy po pětce: Pollard (2/3) 13', 40' Trestné kopy: Pollard (4/4) 17', 27', 62', 68' Drop góly: Pollard 51' | Report | Pětky: Seymour 49' k Kopy po pětce: Laidlaw (1/1) 50' Trestné kopy: Laidlaw (2/3) 30', 45' Weir (1/1) 60' | St. James' Park, Newcastle Diváci: 50 900 Rozhodčí: Nigel Owens (Wales) |

| 7. října 2015 17:45 | Jihoafrická republika | 64–0   | USA                                   | Olympijský stadion, Londýn Diváci: 54 658 Rozhodčí: Pascal Gaüzère (Francie) |
| 7. října 2015 17:45 | Pětky: De Allende 7' k Trestná pětka 27' k Habana (3) 42' k, 59' k, 61' k Du Plessis 47' n Louw (2) 53' k, 69' n Kriel 73' n Mvovo 80' k Kopy po pětce: Pollard (4/5) 8', 28', 42', 54' Steyn (3/5) 60', 63', 80' | Report | Trestné kopy: Niua (0/1) Kruger (0/1) | Olympijský stadion, Londýn Diváci: 54 658 Rozhodčí: Pascal Gaüzère (Francie) |

| 10. října 2015 15:30 | Samoa | 33–36  | Skotsko | St. James' Park, Newcastle Diváci: 51 982 Rozhodčí: Jaco Peyper (Jihoafrická republika) |
| 10. října 2015 15:30 | Pětky: T. Pisi 11' k Leiataua 14' n Lee-Lo 21' n Matu'u 78' k Kopy po pětce: T. Pisi (1/3) 11' Fa'apale (1/1) 78' Trestné kopy: T. Pisi (3/3) 5', 29', 38' | Report | Pětky: Seymour 12' k Hardie 32' k Laidlaw 74' k Kopy po pětce: Laidlaw (3/3) 13', 33', 75' Trestné kopy: Laidlaw (5/7) 9', 20', 25', 51', 53' | St. James' Park, Newcastle Diváci: 51 982 Rozhodčí: Jaco Peyper (Jihoafrická republika) |

| 11. října 2015 21:00 | USA | 18-28  | Japonsko | Kingsholm, Gloucester Diváci: 14 517 Rozhodčí: Glen Jackson (Nový Zéland) |
| 11. října 2015 21:00 | Pětky: Ngwenya 24' n Wyles 71' k Kopy po pětce: MacGinty (1/2) 72' Trestné kopy: MacGinty (2/2) 5', 55' | Report | Pětky: Macušima 7' k Fujita 28' k Mafi 62' n Kopy po pětce: Goromaru (2/3) 9', 29' Trestné kopy: Goromaru (3/3) 33', 44', 77' | Kingsholm, Gloucester Diváci: 14 517 Rozhodčí: Glen Jackson (Nový Zéland) |

### Skupina C

#### Tabulka
| Tým         | Z | V | R | P | P5 | ZB  | OB  | +/−  | BB | B  |
| ----------- | - | - | - | - | -- | --- | --- | ---- | -- | -- |
| Nový Zéland | 4 | 4 | 0 | 0 | 25 | 174 | 49  | +125 | 3  | 19 |
| Argentina   | 4 | 3 | 0 | 1 | 22 | 179 | 70  | +109 | 3  | 15 |
| Gruzie      | 4 | 2 | 0 | 2 | 5  | 53  | 123 | –70  | 0  | 8  |
| Tonga       | 4 | 1 | 0 | 3 | 8  | 70  | 130 | –60  | 2  | 6  |
| Namibie     | 4 | 0 | 0 | 4 | 8  | 70  | 174 | −104 | 1  | 1  |

#### Zápasy
Všechny časy zápasů jsou uvedeny ve středoevropském letním čase (UTC +2).
| 19. září 2015 13:00 | Tonga                                                                                | 10–17  | Gruzie | Kingsholm, Gloucester Diváci: 14 200 Rozhodčí: Nigel Owens (Wales) |
| 19. září 2015 13:00 | Pětky: Vainikolo 72' k Kopy po pětce: Morath (1/1) 73' Trestné kopy: Morath (1/1) 9' | Report | Pětky: Gorgodze 27' k Tkhilaišvili 56' k Kopy po pětce: Kvirikašvili (2/2) 28', 57' Trestné kopy: Kvirikašvili (1/3) 19' Malaghuradze (0/1) | Kingsholm, Gloucester Diváci: 14 200 Rozhodčí: Nigel Owens (Wales) |

| 20. září 2015 17:45 | Nový Zéland | 26–16  | Argentina                                                                                                 | Stadion Wembley, Londýn Diváci: 89 019 Rozhodčí: Wayne Barnes (Anglie) |
| 20. září 2015 17:45 | Pětky: A. Smith 57' k Cane 67' k Kopy po pětce: Carter (2/2) 58', 67' Trestné kopy: Carter (4/4) 5', 11', 19', 40' | Report | Pětky: Petti Pagadizábal 21' k Kopy po pětce: Sánchez (1/1) 23' Trestné kopy: Sánchez (3/3) 30', 38', 43' | Stadion Wembley, Londýn Diváci: 89 019 Rozhodčí: Wayne Barnes (Anglie) |

| 24. září 2015 21:00 | Nový Zéland | 58–14  | Namibie                                                                                | Olympijský stadion, Londýn Diváci: 51 820 Rozhodčí: Romain Poite (Francie) |
| 24. září 2015 21:00 | Pětky: Vito 6' k Milner-Skudder (2) 10' n, 40' n Fekitoa 21' k Barrett 31' k Savea (2) 47' k, 75' n Smith 61' n Taylor 79' k Kopy po pětce: Barrett (4/8) 7', 21', 32', 80' Slade (1/1) 48' Trestné kopy: Barrett (1/1) 5' | Report | Pětky: Deysel 51' n Kopy po pětce: Kotzé (0/1) Trestné kopy: Kotzé (3/3) 14', 23', 44' | Olympijský stadion, Londýn Diváci: 51 820 Rozhodčí: Romain Poite (Francie) |

| 25. září 2015 17:45 | Argentina | 54–9   | Gruzie                                         | Kingsholm, Gloucester Diváci: 14 256 Rozhodčí: JP Doyle (Anglie) |
| 25. září 2015 17:45 | Pětky: Lavanini 10' n Cubelli 47' k Imhoff (2) 49' k, 76' n Cordero (2) 53' k, 72' k Landajo 70' k Kopy po pětce: Sánchez (3/4) 48' 51' 54' Bosch (2/3) 71', 74' Trestné kopy: Sánchez (2/2) 21', 35' Drop góly: Sánchez 6' | Report | Trestné kopy: Kvirikašvili (3/3) 17', 20', 32' | Kingsholm, Gloucester Diváci: 14 256 Rozhodčí: JP Doyle (Anglie) |

| 29. září 2015 17:45 | Tonga | 35–21  | Namibie                                                                             | Sandy Park, Exeter Diváci: 10 103 Rozhodčí: Glen Jackson (Nový Zéland) |
| 29. září 2015 17:45 | Pětky: Veainu (2) 6' k, 55' n Ram (2) 12' n, 45' n Fosita 25' k Kopy po pětce: Lilo (2/5) 7', 26' Trestné kopy: Lilo (1/2) 35' Morath (1/1) 73' | Report | Pětky: Tromp 18' k Burger (2) 49' k, 67' k Kopy po pětce: Kotzé (3/3) 19', 49', 68' | Sandy Park, Exeter Diváci: 10 103 Rozhodčí: Glen Jackson (Nový Zéland) |

| 2. října 2015 21:00 | Nový Zéland | 43–10  | Gruzie                                                                                         | Millennium Stadium, Cardiff Diváci: 69 187 Rozhodčí: Pascal Gaüzère (Francie) |
| 2. října 2015 21:00 | Pětky: Naholo 2' k Savea (3) 8' n, 17' n, 74' k Coles 22' n Read 52' k Fekitoa 77' k Kopy po pětce: Carter (4/7) 3', 53', 75', 78' | Report | Pětky: Ciklauri 5' k Kopy po pětce: Malaghuradze (1/1) 6' Trestné kopy: Malaghuradze (1/1) 12' | Millennium Stadium, Cardiff Diváci: 69 187 Rozhodčí: Pascal Gaüzère (Francie) |

| 4. října 2015 15:30 | Argentina | 45–16  | Tonga                                                                                               | King Power Stadium, Leicester Diváci: 29 124 Rozhodčí: Jaco Peyper (Jihoafrická republika) |
| 4. října 2015 15:30 | Pětky: Tuculet 20' k Imhoff 22' k Sánchez 64' n Montoya 72' k Cordero 80' k Kopy po pětce: Sánchez (4/5) 21', 23', 73', 80' Trestné kopy: Sánchez (4/5) 18', 26', 44', 53' | Report | Pětky: Morath 7' n Tonga'uiha 38' n Kopy po pětce: Morath (0/2) Trestné kopy: Morath (2/4) 33', 42' | King Power Stadium, Leicester Diváci: 29 124 Rozhodčí: Jaco Peyper (Jihoafrická republika) |

| 7. října 2015 21:00 | Namibie                                                                                  | 16–17  | Gruzie | Sandy Park, Exeter Diváci: 11 156 Rozhodčí: George Clancy (Irsko) |
| 7. října 2015 21:00 | Pětky: Kotzé 74' k Kopy po pětce: Kotzé (1/1) 76' Trestné kopy: Kotzé (3/3) 2', 18', 71' | Report | Pětky: Gorgodze 50' k Malaghuradze 55' k Kopy po pětce: Kvirikašvili (2/2) 51', 56' Trestné kopy: Kvirikašvili (1/1) 68' | Sandy Park, Exeter Diváci: 11 156 Rozhodčí: George Clancy (Irsko) |

| 9. října 2015 21:00 | Nový Zéland | 47–9   | Tonga                                    | St. James' Park, Newcastle Diváci: 50 985 Rozhodčí: John Lacey (Irsko) |
| 9. října 2015 21:00 | Pětky: B. Smith 13' k Woodcock 31' k Milner-Skudder (2) 52' k, 58' k Williams 66' k Cane 70' k Nonu 76' n Kopy po pětce: Carter (6/7) 15', 32', 54', 59', 66', 72' | Report | Trestné kopy: Morath (3/3) 26', 49', 57' | St. James' Park, Newcastle Diváci: 50 985 Rozhodčí: John Lacey (Irsko) |

| 11. října 2015 13:00 | Argentina | 64–19  | Namibie                                                                                                 | King Power Stadium, Leicester Diváci: 30 198 Rozhodčí: Pascal Gaüzère (Francie) |
| 11. října 2015 13:00 | Pětky: Hernández 7' k Moroni 19' k Agulla 24' k Isa 36' n Noguera Paz 40' k Alemanno 49' k Senatore 64' k Montoya 69' k Cubelli 74' k Kopy po pětce: González Iglesias (4/5) 8', 20', 26', 40' Socino (4/4) 50', 65', 70', 75' Trestné kopy: González Iglesias (1/2) 12' | Report | Pětky: Tromp 13' k Greyling 46' k Jantjies 80' n Kopy po pětce: Kotzé (2/2) 14', 47' Redelinghuys (0/1) | King Power Stadium, Leicester Diváci: 30 198 Rozhodčí: Pascal Gaüzère (Francie) |

### Skupina D

#### Tabulka
| Tým      | Z | V | R | P | P5 | ZB  | OB  | +/− | BB | B  |
| -------- | - | - | - | - | -- | --- | --- | --- | -- | -- |
| Irsko    | 4 | 4 | 0 | 0 | 16 | 134 | 35  | +99 | 2  | 18 |
| Francie  | 4 | 3 | 0 | 1 | 12 | 120 | 63  | +57 | 2  | 14 |
| Itálie   | 4 | 2 | 0 | 2 | 7  | 74  | 88  | –14 | 2  | 10 |
| Rumunsko | 4 | 1 | 0 | 3 | 7  | 60  | 129 | –69 | 0  | 4  |
| Kanada   | 4 | 0 | 0 | 4 | 7  | 58  | 131 | −73 | 2  | 2  |

#### Zápasy
Všechny časy zápasů jsou uvedeny ve středoevropském letním čase (UTC +2).
| 19. září 2015 15:30 | Irsko | 50–7   | Kanada                                                                                   | Millennium Stadium, Cardiff Diváci: 68 523 Rozhodčí: Glen Jackson (Nový Zéland) |
| 19. září 2015 15:30 | Pětky: O'Brien 18' k Henderson 25' k Sexton 28' n D. Kearney 35' k Cronin 66' k R. Kearney 73' k Payne 76' k Kopy po pětce: Sexton (3/4) 19',26', 37' Madigan (3/3) 67', 74', 77' Trestné kopy: Sexton (1/1) 14' | Report | Pětky: Van der Merwe 68' k Kopy po pětce: Hirayama (1/1) 69' Trestné kopy: McRorie (0/1) | Millennium Stadium, Cardiff Diváci: 68 523 Rozhodčí: Glen Jackson (Nový Zéland) |

| 19. září 2015 21:00 | Francie | 32–10  | Itálie                                                                             | Twickenham Stadium, Londýn Diváci: 76 232 Rozhodčí: Craig Joubert (Jihoafrická republika) |
| 19. září 2015 21:00 | Pětky: Slimani 44' k Mas 69' k Kopy po pětce: Michalak (2/2) 45', 70' Trestné kopy: Michalak (5/7) 7', 11', 28', 40', 42' Spedding (1/1) 38' | Report | Pětky: Venditti 52' k Kopy po pětce: Allan (1/1) 53' Trestné kopy: Allan (1/2) 34' | Twickenham Stadium, Londýn Diváci: 76 232 Rozhodčí: Craig Joubert (Jihoafrická republika) |

| 23. září 2015 21:00 | Francie | 38–11  | Rumunsko                                                                                | Olympijský stadion, Londýn Diváci: 50 626 Rozhodčí: Jaco Peyper (Jihoafrická republika) |
| 23. září 2015 21:00 | Pětky: Guitoune (2) 30' k, 66' k Nyanga 34' k Fofana 69' k Fickou 79' k Kopy po pětce: Parra (3/3) 32', 35', 67' Kockott (2/2) 71', 79' Trestné kopy: Parra (1/1) 8' | Report | Pětky: V. Ursache 74' n Kopy po pětce: Vlaicu (0/1) Trestné kopy: Vlaicu (2/3) 20', 40' | Olympijský stadion, Londýn Diváci: 50 626 Rozhodčí: Jaco Peyper (Jihoafrická republika) |

| 26. září 2015 15:30 | Itálie | 23–18  | Kanada | Elland Road, Leeds Rozhodčí: George Clancy (Irsko) |
| 26. září 2015 15:30 | Pětky: Rizzo 17' k Garcia 58' k Kopy po pětce: Allan (2/2) 18', 59' Trestné kopy: Allan (3/3) 25', 40', 80' Canna (0/1) | Report | Pětky: Van der Merwe 15' k Evans 44' n Kopy po pětce: Hirayama (1/2) 16' Trestné kopy: Hirayama (2/3) 14', 72' | Elland Road, Leeds Rozhodčí: George Clancy (Irsko) |

| 27. září 2015 17:45 | Irsko | 44–10  | Rumunsko                                                                                | Stadion Wembley, Londýn Diváci: 89 267 Rozhodčí: Craig Joubert (Jihoafrická republika) |
| 27. září 2015 17:45 | Pětky: Bowe (2) 19' k, 62' k Earls (2) 29' n, 44' k Kearney 65' n Henry 74' k Kopy po pětce: Madigan (4/6) 21', 45', 63', 75' Trestné kopy: Madigan (2/2) 8', 18' | Report | Pětky: Tonița 78' k Kopy po pětce: Vlaicu (1/1) 79' Trestné kopy: Calafeteanu (1/1) 11' | Stadion Wembley, Londýn Diváci: 89 267 Rozhodčí: Craig Joubert (Jihoafrická republika) |

| 1. října 2015 21:00 | Francie | 41–18  | Kanada | Stadium mk, Milton Keynes Diváci: 28 145 Rozhodčí: JP Doyle (Anglie) |
| 1. října 2015 21:00 | Pětky: Fofana 4' k Guirado 28' k Slimani 38' k Papé 67' k Grosso 74' k Kopy po pětce: Michalak (4/4) 5', 30', 39', 67' Parra (1/1) 76' Trestné kopy: Michalak (2/2) 14', 59' | Report | Pětky: Van der Merwe 31' k Carpenter 34' n Kopy po pětce: Hirayama (1/2) 32' Trestné kopy: Hirayama (2/2) 42', 56' | Stadium mk, Milton Keynes Diváci: 28 145 Rozhodčí: JP Doyle (Anglie) |

| 4. října 2015 17:45 | Irsko                                                                                      | 16–9   | Itálie                                       | Olympijský stadion, Londýn Diváci: 52 187 Rozhodčí: Jérôme Garcès (Francie) |
| 4. října 2015 17:45 | Pětky: Earls 19' k Kopy po pětce: Sexton (1/1) 20' Trestné kopy: Sexton (3/5) 9', 58', 62' | Report | Pětky: Allan (3/3) 15', 24', 52' Canna (0/1) | Olympijský stadion, Londýn Diváci: 52 187 Rozhodčí: Jérôme Garcès (Francie) |

| 6. října 2015 17:45 | Kanada | 15–17  | Rumunsko                                                                                            | King Power Stadium, Leicester Diváci: 27 153 Rozhodčí: Wayne Barnes (Anglie) |
| 6. října 2015 17:45 | Pětky: Van der Merwe 33' n Hassler 44' k Kopy po pětce: McRorie (0/1) Hirayama (1/1) 45' Trestné kopy: McRorie (1/4) 11' Hirayama (0/1) 57' | Report | Pětky: Macovei (2) 53' k, 74' k Kopy po pětce: Vlaicu (2/2) 54', 75' Trestné kopy: Vlaicu (1/3) 78' | King Power Stadium, Leicester Diváci: 27 153 Rozhodčí: Wayne Barnes (Anglie) |

| 11. října 2015 15:30 | Itálie | 32–22  | Rumunsko | Sandy Park, Exeter Diváci: 11 450 Rozhodčí: Romain Poite (Francie) |
| 11. října 2015 15:30 | Pětky: Sarto 10' n Gori 24' k Allan 39' k Zanni 46' k Kopy po pětce: Allan (3/4) 25', 40', 48' Trestné kopy: Allan (2/2) 16', 70' | Report | Pětky: Apostol (2) 66' k, 79' n Popîrlan 75' k Kopy po pětce: Vlaicu (2/3) 67', 76' Trestné kopy: Vlaicu (1/1) 5' | Sandy Park, Exeter Diváci: 11 450 Rozhodčí: Romain Poite (Francie) |

| 11. října 2015 17:45 | Francie                                                              | 9–24   | Irsko | Millennium Stadium, Cardiff Diváci: 72 163 Rozhodčí: Nigel Owens (Wales) |
| 11. října 2015 17:45 | Trestné kopy: Michalak (0/1) Spedding (2/3) 16', 23' Parra (1/1) 64' | Report | Pětky: R. Kearney 50' n Murray 72' k Kopy po pětce: Madigan (1/2) 73' Trestné kopy: Sexton (2/2) 13', 19' Madigan (2/2) 29', 77' | Millennium Stadium, Cardiff Diváci: 72 163 Rozhodčí: Nigel Owens (Wales) |

## Vyřazovací fáze
Všechny časy zápasů jsou uvedeny ve středoevropském letním čase (UTC +2).

### Pavouk
|  | Čtvrtfinále                             | Čtvrtfinále                            |                                        |           | Semifinále            | Semifinále  |  |  | Finále                                 | Finále |
|  |                                         |                                        |                                        |           |                       |             |  |  |                                        |        |
|  | 17. října – Twickenham Stadium, Londýn  |                                        |                                        |           |                       |             |  |  |                                        |        |
|  |                                         |                                        |                                        |           |                       |             |  |  |                                        |        |
|  | Jihoafrická republika                   | 23                                     |                                        |           |                       |             |  |  |                                        |        |
|  | Jihoafrická republika                   | 23                                     | 24. října – Twickenham Stadium, Londýn |           |                       |             |  |  |                                        |        |
|  | Wales                                   | 19                                     |                                        |           |                       |             |  |  |                                        |        |
|  | Wales                                   | 19                                     | Jihoafrická republika                  | 18        |                       |             |  |  |                                        |        |
|  | 17. října – Millennium Stadium, Cardiff |                                        | Jihoafrická republika                  | 18        |                       |             |  |  |                                        |        |
|  |                                         | Nový Zéland                            | 20                                     |           |                       |             |  |  |                                        |        |
|  | Nový Zéland                             | Nový Zéland                            | 20                                     | 62        |                       |             |  |  |                                        |        |
|  | Nový Zéland                             |                                        | 31. října – Twickenham Stadium, Londýn | 62        |                       |             |  |  |                                        |        |
|  | Francie                                 | 13                                     |                                        |           |                       |             |  |  |                                        |        |
|  | Francie                                 | 13                                     | Nový Zéland                            | 34        |                       |             |  |  |                                        |        |
|  | 18. října – Millennium Stadium, Cardiff |                                        | Nový Zéland                            | 34        |                       |             |  |  |                                        |        |
|  |                                         | Austrálie                              | 17                                     |           |                       |             |  |  |                                        |        |
|  | Irsko                                   | Austrálie                              | 17                                     | 20        |                       |             |  |  |                                        |        |
|  | Irsko                                   | 25. října – Twickenham Stadium, Londýn |                                        | 20        |                       |             |  |  |                                        |        |
|  | Argentina                               | 43                                     |                                        |           |                       |             |  |  |                                        |        |
|  | Argentina                               | 43                                     | Argentina                              | 15        | Třetí místo           | Třetí místo |  |  |                                        |        |
|  | 18. října – Twickenham Stadium, Londýn  |                                        | Argentina                              | 15        | Třetí místo           | Třetí místo |  |  |                                        |        |
|  |                                         | Austrálie                              | 29                                     |           |                       |             |  |  |                                        |        |
|  | Austrálie                               | Austrálie                              | 29                                     | 35        | Jihoafrická republika | 24          |  |  |                                        |        |
|  | Austrálie                               |                                        |                                        | 35        | Jihoafrická republika | 24          |  |  |                                        |        |
|  | Skotsko                                 | 34                                     |                                        | Argentina | 13                    |             |  |  |                                        |        |
|  | Skotsko                                 | 34                                     |                                        |           | 13                    |             |  |  |                                        |        |
|  |                                         |                                        |                                        |           |                       |             |  |  | 30. října – Olympijský stadion, Londýn |        |
|  |                                         |                                        |                                        |           |                       |             |  |  |                                        |        |

### Čtvrtfinále
| 17. října 2015 17:00 | Jihoafrická republika | 23–19  | Wales | Twickenham Stadium, Londýn Diváci: 79 572 Rozhodčí: Wayne Barnes (Anglie) |
| 17. října 2015 17:00 | Pětky: Du Preez 75' m Kopy po pětce: Pollard (0/1) Trestné kopy: Pollard (5/7) 9', 13', 17', 21', 62' Drop góly: Pollard 52' | Report | Pětky: Davies 18' c Kopy po pětce: Biggar (1/1) 19' Trestné kopy: Biggar (3/4) 15', 47', 64' Drop góly: Biggar 40' | Twickenham Stadium, Londýn Diváci: 79 572 Rozhodčí: Wayne Barnes (Anglie) |

| 17. října 2015 21:00 | Nový Zéland | 62–13  | Francie                                                                                               | Millennium Stadium, Cardiff Rozhodčí: Nigel Owens (Wales) |
| 17. října 2015 21:00 | Pětky: Retallick 11' k Milner-Skudder 23' k Savea (3) 29' k, 38' n, 59' k Kaino 50' n Read 64' k Kerr-Barlow (2) 68' k, 71' k Kopy po pětce: Carter (7/9) 12', 25', 31', 60', 65', 68', 72' Trestné kopy: Carter (1/1) 7' | Report | Pětky: Picamoles 36' k Kopy po pětce: Parra (1/1) 37' Trestné kopy: Spedding (1/1) 9' Parra (1/2) 15' | Millennium Stadium, Cardiff Rozhodčí: Nigel Owens (Wales) |

| 18. října 2015 14:00 | Irsko | 20–43  | Argentina | Millennium Stadium, Cardiff Diváci: 72 316 Rozhodčí: Jérôme Garcès (Francie) |
| 18. října 2015 14:00 | Pětky: Fitzgerald 26' k Murphy 44' k Kopy po pětce: Madigan (2/2) 27', 45' Trestné kopy: Madigan (2/4) 20', 53' | Report | Pětky: Moroni 3' k Imhoff (2) 10' k, 73' k Tuculet 69' k Kopy po pětce: Sánchez (4/4) 5', 10', 70', 74' Trestné kopy: Sánchez (5/6) 13', 22', 51', 64', 77' | Millennium Stadium, Cardiff Diváci: 72 316 Rozhodčí: Jérôme Garcès (Francie) |

| 18. října 2015 17:00 | Austrálie | 35–34  | Skotsko | Twickenham Stadium, Londýn Diváci: 77 110 Rozhodčí: Craig Joubert (Jihoafrická republika) |
| 18. října 2015 17:00 | Pětky: Ashley-Cooper 9' n Mitchell (2) 30' n, 43' k Hooper 40' n Kuridrani 64' k Kopy po pětce: Foley (2/5) 44', 65' Trestné kopy: Foley (2/2) 54', 80' | Report | Pětky: Horne 18' k Seymour 59' n Bennett 74' k Kopy po pětce: Laidlaw (2/3) 19', 75' Trestné kopy: Laidlaw (5/5) 14', 21', 34', 47', 69' | Twickenham Stadium, Londýn Diváci: 77 110 Rozhodčí: Craig Joubert (Jihoafrická republika) |

### Semifinále
| 24. října 2015 17:00 | Jihoafrická republika                                               | 18–20  | Nový Zéland | Twickenham Stadium, Londýn Diváci: 80 090 Rozhodčí: Jérôme Garcès (Francie) |
| 24. října 2015 17:00 | Trestné kopy: Pollard (5/5) 3', 11', 21', 39', 58' Lambie (1/1) 69' | Report | Pětky: Kaino 6' c Barrett 52' c Kopy po pětce: Carter (2/2) 9', 53' Trestné kopy: Carter (1/2) 60' Drop góly: Carter 46' | Twickenham Stadium, Londýn Diváci: 80 090 Rozhodčí: Jérôme Garcès (Francie) |

| 25. října 2015 17:00 | Argentina                                          | 15–29 | Austrálie | Twickenham Stadium, Londýn Diváci: 80 025 Rozhodčí: Wayne Barnes (Anglie) |
| 25. října 2015 17:00 | Trestné kopy: Sánchez (5/5) 7', 24', 36', 45', 55' |       | Pětky: Simmons 2' k Ashley-Cooper (3) 10' k, 32' n, 72' k Kopy po pětce: Foley (3/4) 3', 11', 73' Trestné kopy: Foley (1/2) 48' | Twickenham Stadium, Londýn Diváci: 80 025 Rozhodčí: Wayne Barnes (Anglie) |

### Zápas o 3. místo
| 30. října 2015 21:00 | Jihoafrická republika                                                                                               | 24–13  | Argentina | Olympijský stadion, Londýn Diváci: 55 925 Rozhodčí: John Lacey (Irsko) |
| 30. října 2015 21:00 | Pětky: Pietersen 6' k Etzebeth 43' n Kopy po pětce: Pollard (1/2) 7' Trestné kopy: Pollard (4/5) 14', 33', 40', 48' | Report | Pětky: Orlandi 80' k Kopy po pětce: Sánchez (1/1) 80' Trestné kopy: Sánchez (1/1) 52' Drop góly: Sánchez 42' | Olympijský stadion, Londýn Diváci: 55 925 Rozhodčí: John Lacey (Irsko) |

### Finále
| 31. října 2015 17:00 | Nový Zéland | 34–17  | Austrálie                                                                                             | Twickenham Stadium, Londýn Diváci: 80 125 Rozhodčí: Nigel Owens (Wales) |
| 31. října 2015 17:00 | Pětky: Milner-Skudder 39' k Nonu 42' n Barrett 79' k Kopy po pětce: Carter (2/3) 40', 80' Trestné kopy: Carter (4/4) 8', 27', 36', 75' Drop góly: Carter 70' | Report | Pětky: Pocock 53' k Kuridrani 64' k Kopy po pětce: Foley (2/2) 54', 65' Trestné kopy: Foley (1/1) 14' | Twickenham Stadium, Londýn Diváci: 80 125 Rozhodčí: Nigel Owens (Wales) |

## Galerie

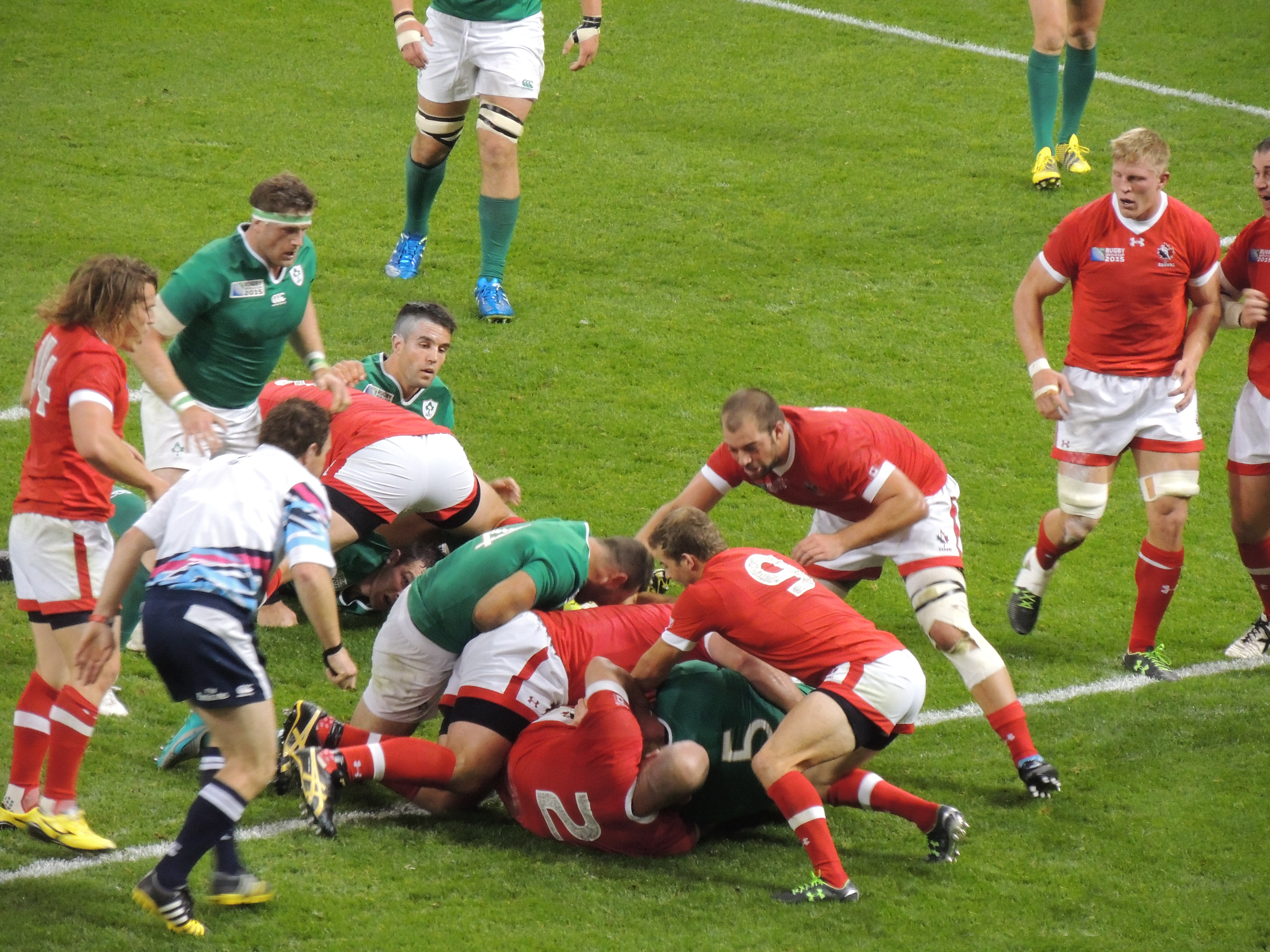
Skládka v utkání mezi Irskem a Kanadou
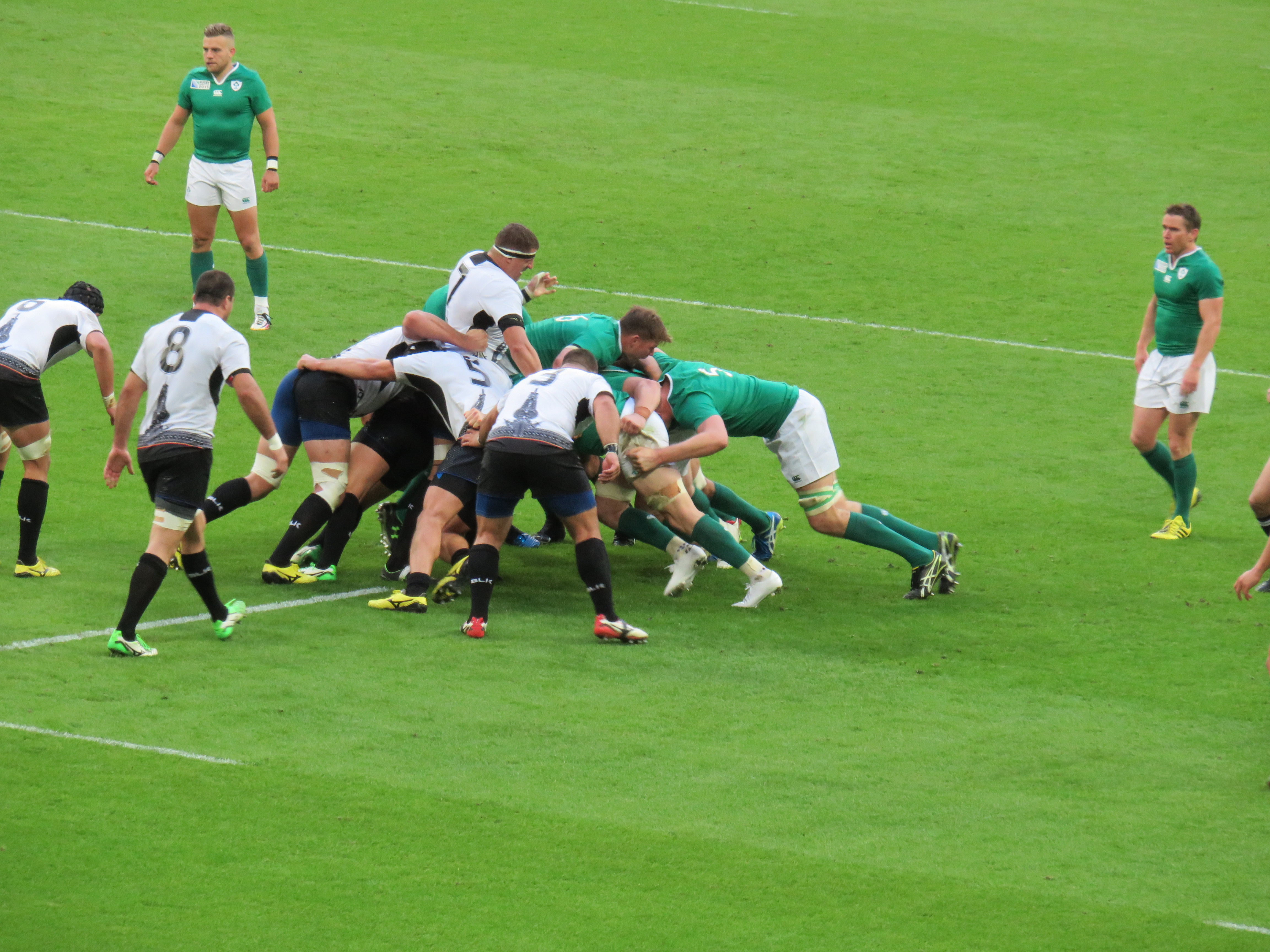
Maul v utkání mezi Irskem a Rumunskem
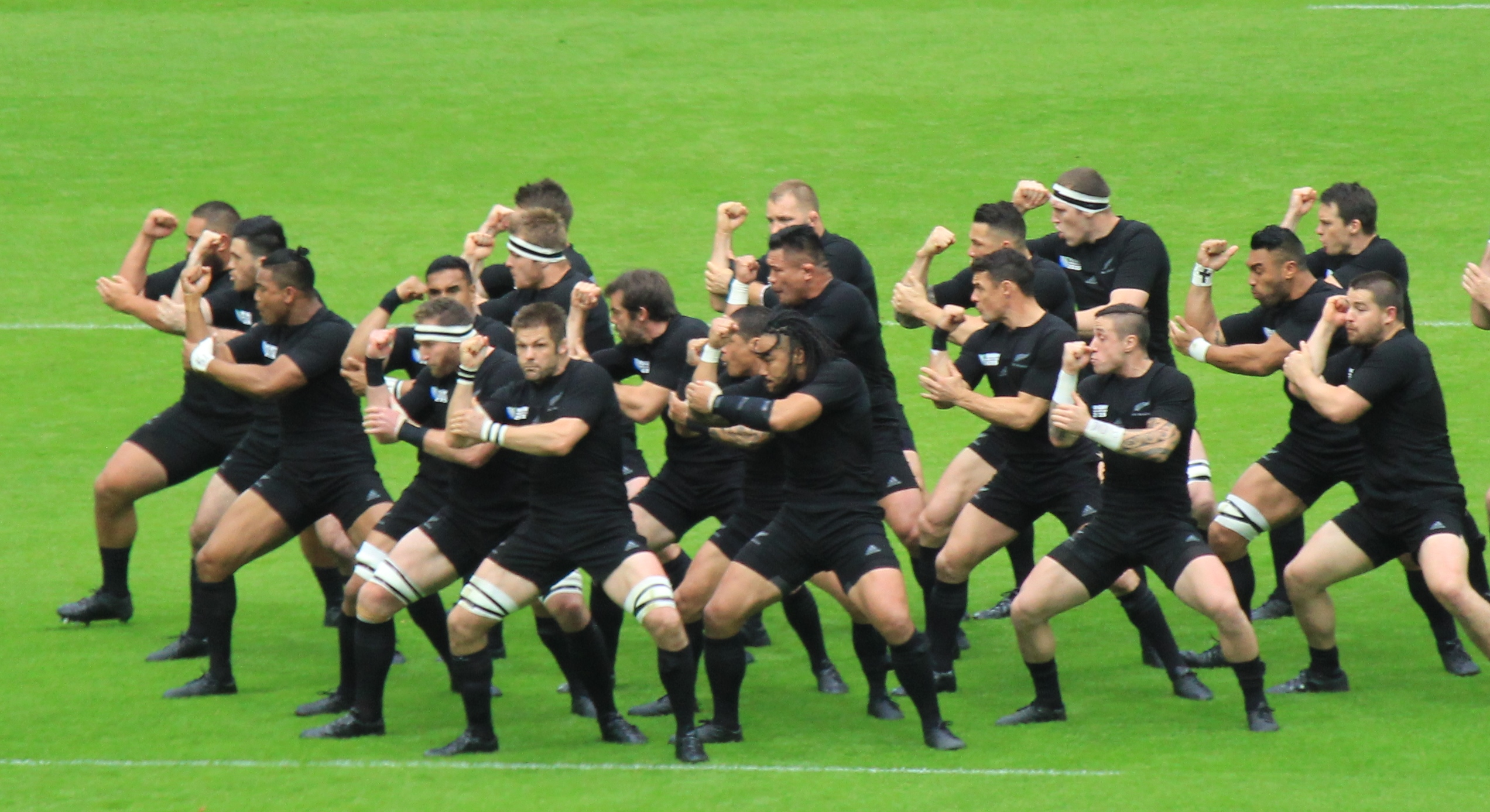
Haka v podání novozélandských All Blacks v zápase s Argentinou
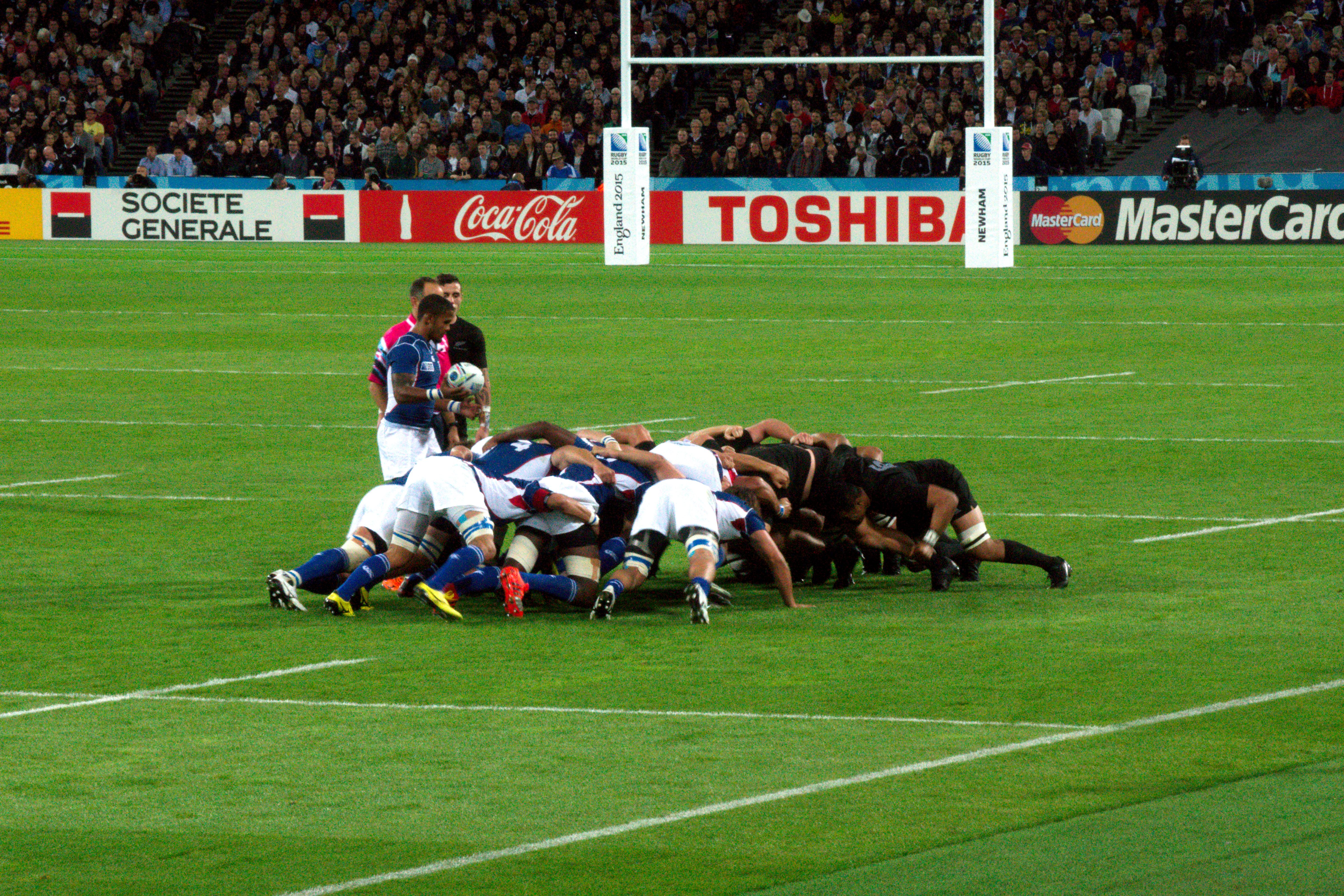
Mlýn v utkání mezi Novým Zélandem a Namibií
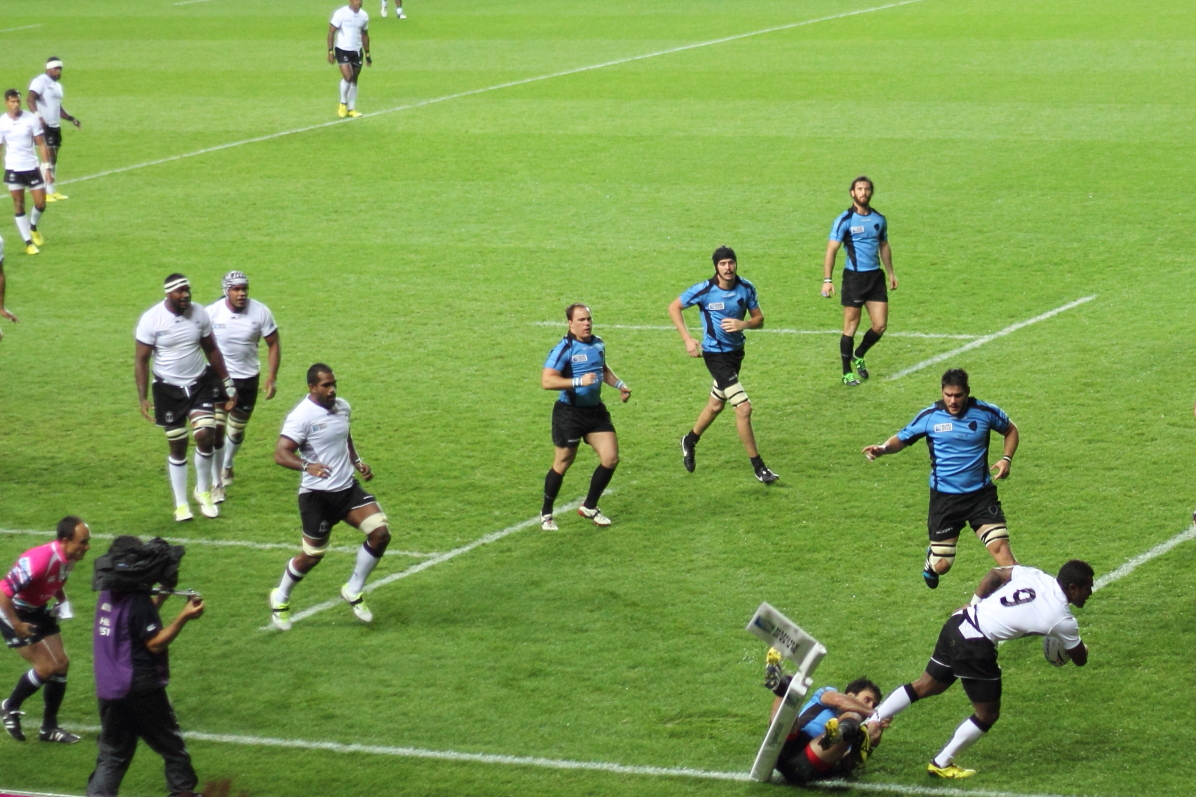
Momentka z utkání mezi Fidži a Uruguayí
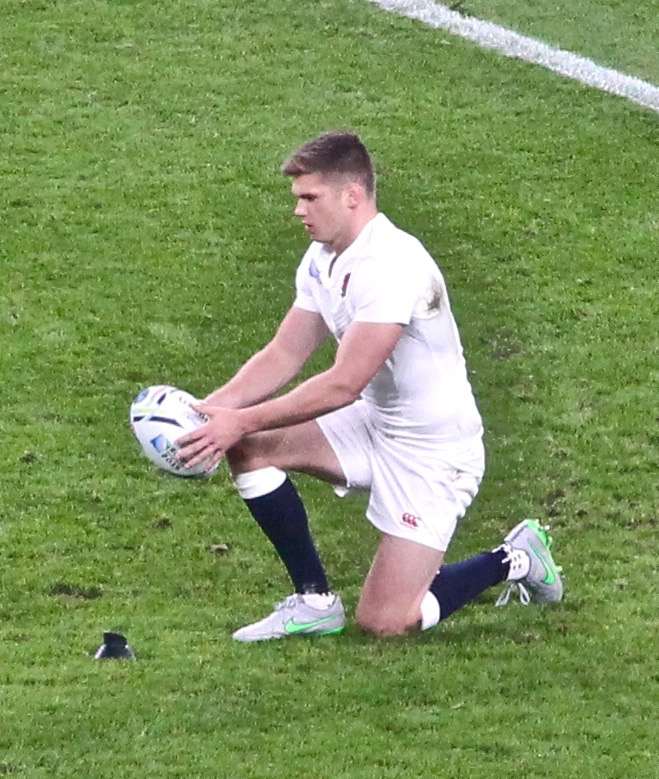
Anglický kopáč Owen Farrell v utkání mezi Anglií a Austrálií
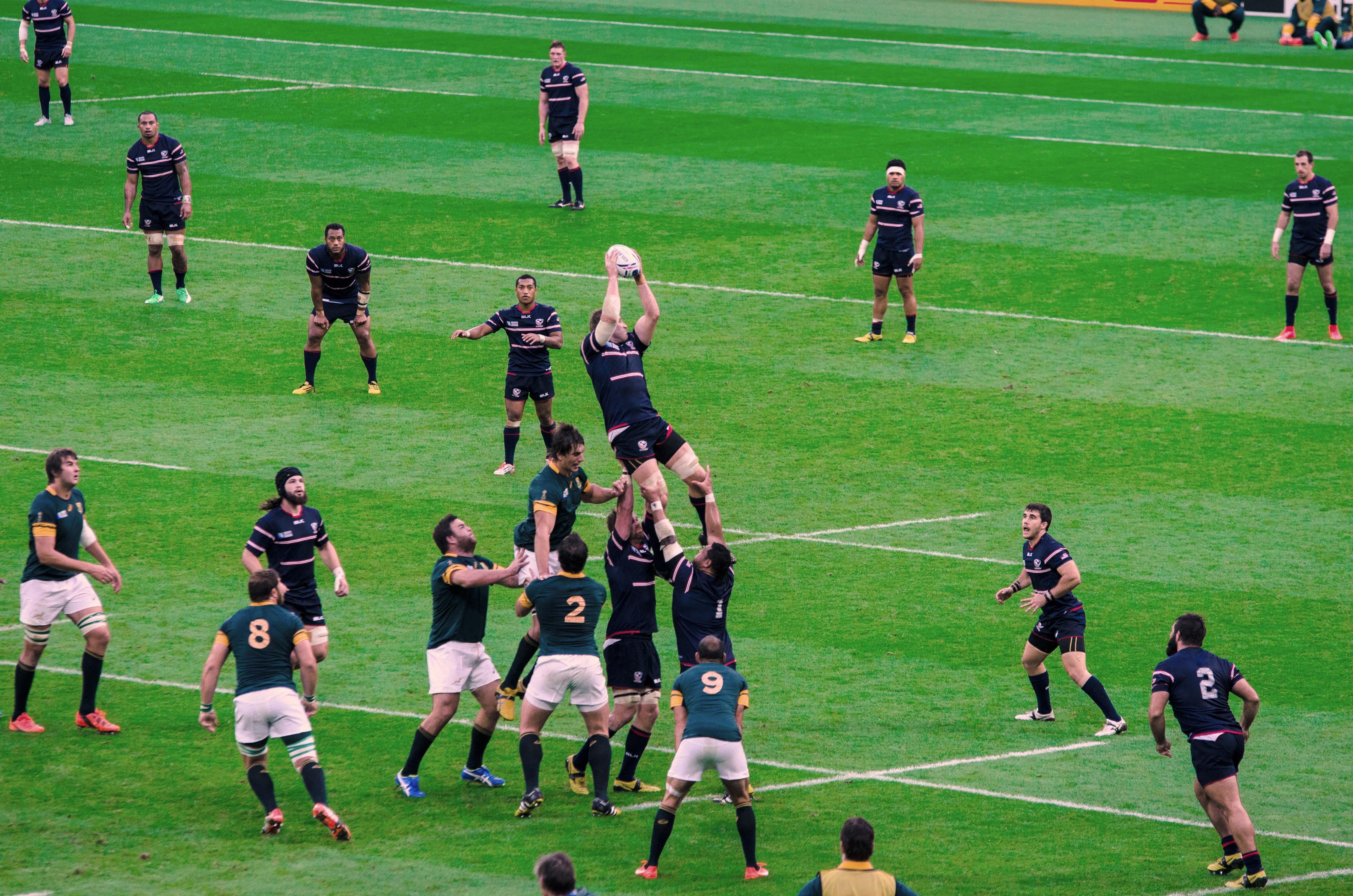
Vhazování v utkání mezi Jihoafrickáou republikou a USA
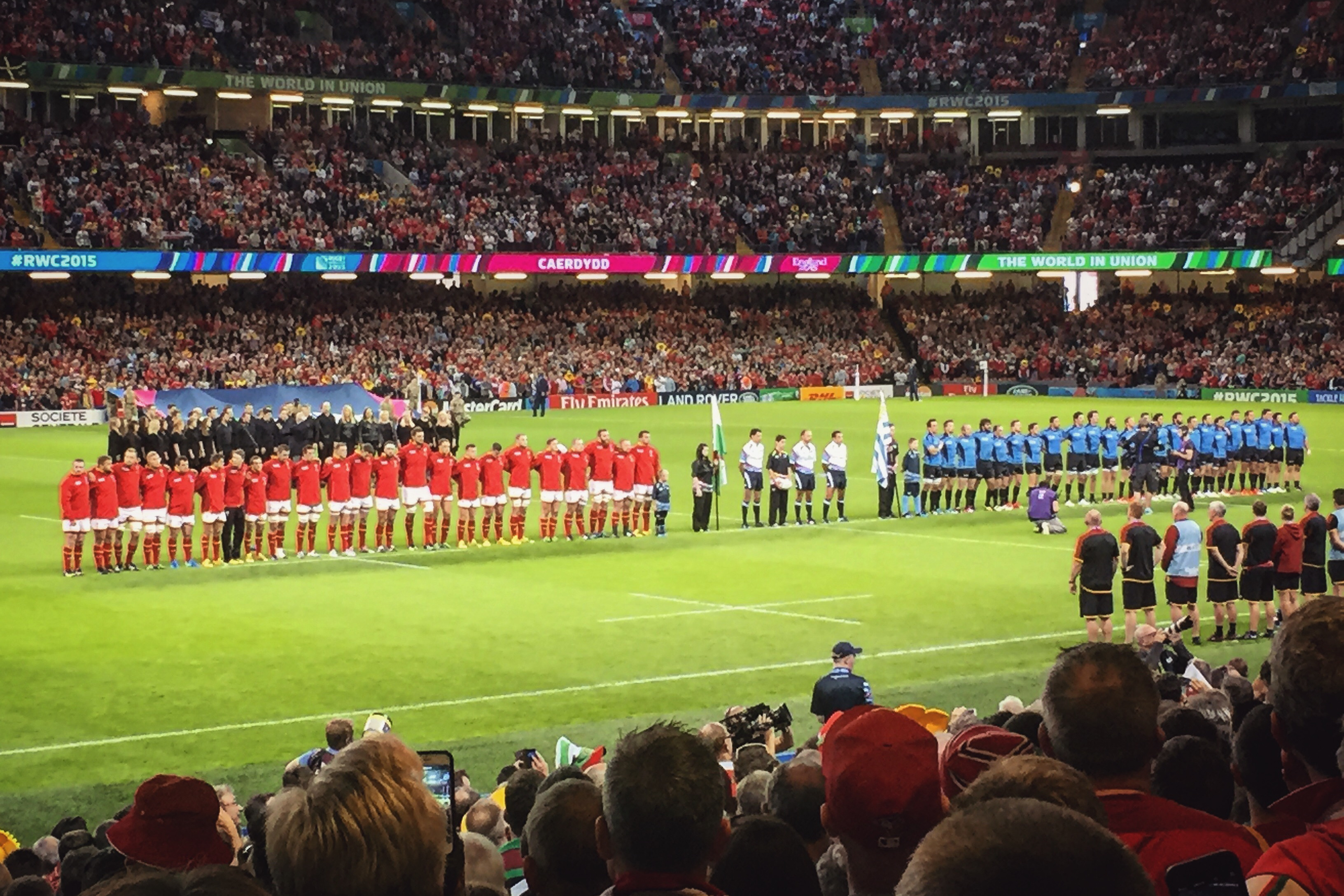
Národní hymny v utkání mezi Walesem a Uruguayí
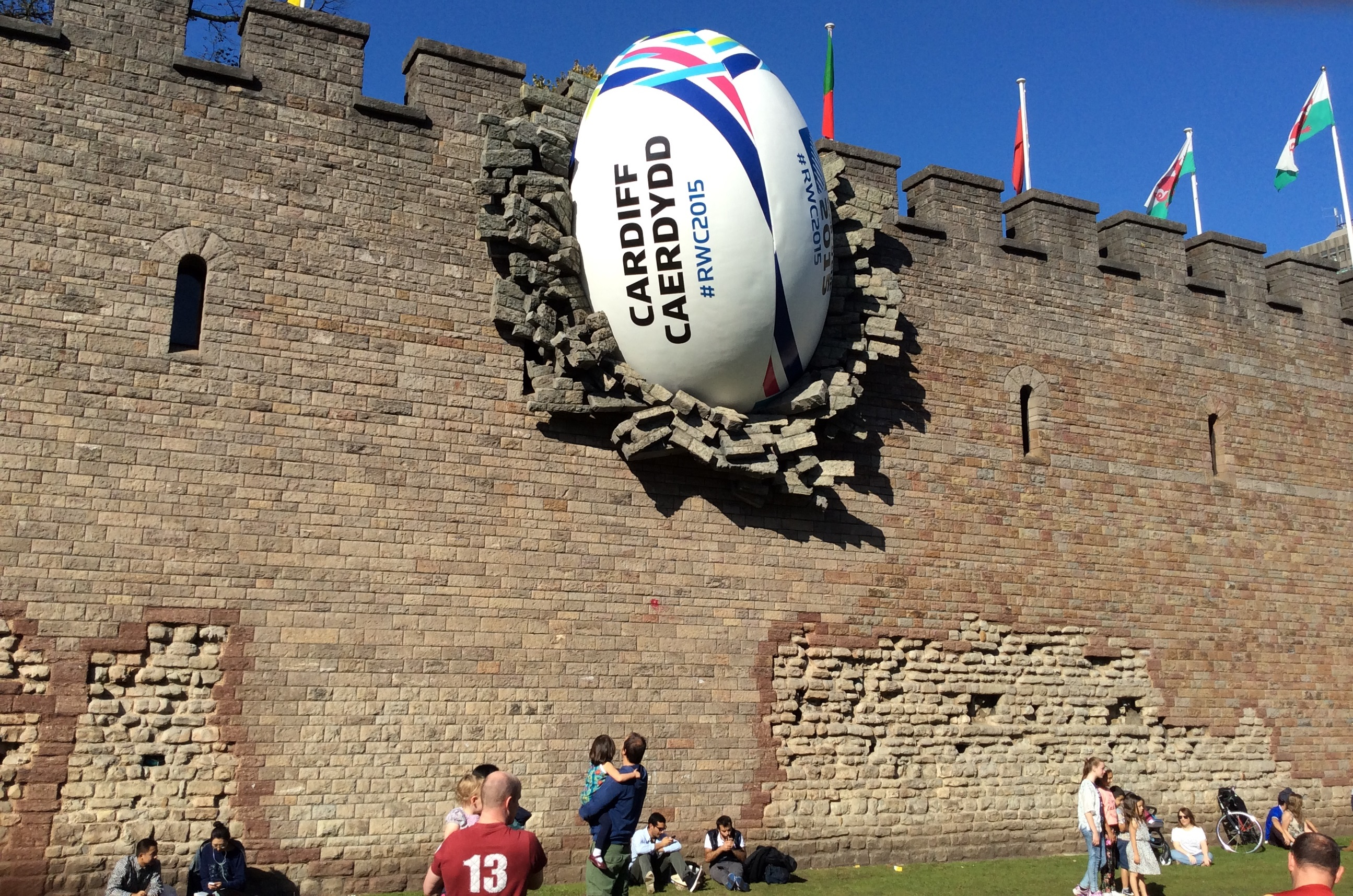
Obří ragbyový míč na Cardiffském hradě jako propagace šampionátu